# Сепактакрау
Сепактакрау, также малайский волейбол (малайск. sepak takraw — сепак такро, тайск. ตะกร้อ, лаос. ກະຕໍ້, таг. "sipa", вьет. "cầu mây", там. "செபக் தக்ரா" или "கால் கட்டைப்பந்தட்டம்") — в Юго-Восточной Азии вид спорта. Под общим названием сепактакрау выделяется несколько вариантов игры:
- Regu — наиболее распространенный вариант игры, который представляет собой командную игру, ведущуюся на стандартной бадминтонной площадке, разделённой низкой сеткой (1,52 м), через которую игроки двух противостоящих команд перебрасывают мяч ногами и головой с целью приземлить его на чужой половине и не допустить падения мяча на своей половине площадки.
- Ноор — игроки команды состоящей из 5 или 7 человек, стоя по кругу диаметром 2 м, удерживают мяч в воздухе, набивая его или передавая партнеру любой частью тела, за исключением рук, с целью попасть в подвешенные над площадкой обручи в виде гнезда.
- Circle — более простой вариант игры, в котором 5-7 игроков занимают круг, и выполняют передачи друг другу любой частью тела за исключением рук, пытаясь удержать мяч в воздухе как можно дольше.

## Описание
Наибольшей популярностью сепактакрау regu пользуется в Таиланде, Малайзии, Индонезии, Сингапуре, Мьянме, Вьетнаме, Камбодже, Лаосе, Индии и на Филиппинах.
Исторически игра велась плетёным ротанговым мячом, однако сейчас чаще используются плетёные синтетические (пластиковые) мячи. В соответствии с современными правилами, в игре участвуют 2 команды по 3 человека (regu). Есть варианты игры 2 на 2 (double regu) и 4 на 4 (quarter regu) . Размер площадки (13,4 на 5,18 метров) и высота сетки (1,55 метра у опор) соответствуют корту и сетке для бадминтона. Правила счёта и количество касаний мяча аналогичны классическому волейболу. Однако в отличие от волейбола два или все три касания мяча на площадке может делать один игрок.
Играют матч до 2 побед в партиях (то есть максимум 3 партий), до 21 очка в каждой (возможно превышение — пока не настанет разница в 2 мяча).
Особенностью подготовки игроков в сепактакрау является высокий уровень технического мастерства, достижение хорошо развитой прыгучести, гибкости и координации движений.

## История
Первые упоминания игры относятся к XV веку и обнаружены в летописях Малаккского султаната (территория современной Малайзии и Индонезии). В Таиланде сцена из игры изображена на фреске одного из храмов, построенного в 1785 году, где индуистский бог Хануман играет в сепактакрау с отрядом обезьян. Игра игралась в форме круга в течение сотен лет, и современная версия сепактакрау начала формироваться в Таиланде где-то в начале 1740-х годов.
В 1929 году Сиамская спортивная ассоциация разработала первые правила соревнований. Четыре года спустя ассоциация провела первый публичный конкурс. Сепактакрау был введен в учебную программу в сиамских школах.
На Филиппинах этот вид спорта назывался «сипа» (или «сипа салам» среди мусульманских филиппинцев), и наряду с традиционными боевыми искусствами пережил испанскую колонизацию трех столетий. Сепактакрау был филиппинским национальным вид спорта, пока его не заменили на арнис в 2009 году. Сепактакрау включен в программу обучения в начальной и средней школе Филиппин.
К 1940 году унифицированная версия игры распространилась по всей Юго-Восточной Азии. Вид спорта был официально назван «sepak takraw». Название происходит от малайского слова «sepak — удар ногой, пинок» и тайского «takraw — сплетённый мяч», являясь своего рода компромиссом между двумя странами, претендующими на название родины этого вида спорта.
Управляющей организаций, регулирующей сепактакрау, является International Sepak Takraw Federation (ISTAF). Главным турниром для мужских национальных сборных является чемпионат мира — «Королевский кубок сепактакрау» (англ. King's Cup Sepak Takraw World Championships). С 1965 года он включён в программу Игр Юго-Восточной Азии, а с 1990 года — в программу Азиатских игр. В 1988 году и в 1990 году в Куала-Лумпуре состоялись первые чемпионаты мира по сепактакрау.

## Корт
Сепактакрау regu проводится на стандартной бадминтонной площадке. Площадь корта 13,4 на 6,1 метра (44 фута × 20 футов). Ширина линий, ограничивающих корт, не должна превышать 4 сантиметров (1,6 дюйма). Все внешние границы должны быть проведены на расстоянии не менее 3,0 метра (9,8 фута) от всех препятствий. Центральная линия 2 см (0,79 дюйма) должна быть проведена строго по центру, разделяя правый и левый корты. На центральной линии располагаются два полукруга радиусом 0,9 метра (2 фута 11 дюймов), направленные выпуклой часть к центру.

## Сетка
Сетка изготавливается из тонкого обычного шнура или нейлона с размером ячеек от 6 до 8 см. Похоже на волейбольную сетку. Сетка окантовывается 0,05-метровой лентой сверху и снизу, поддерживается тонким обычным шнуром или нейлоновым шнуром, который проходит через ленту и натягивает сетку заподлицо с верхом столбов. Высота сетки составляет 1,52 м (1,42 м для женщин).

## Мяч
Мяч должен иметь 12 отверстий и 20 пересечений, длину окружности не менее 42-44 см (16,5-17,3 дюйма) для мужчин и 43-45 см (16,9-17,7 дюйма) для женщин. Вес мяча должен быть в диапазоне от 170 до 180 г (6,0-6,3 унции) для мужчин и от 150 до 160 г (5,3-5,6 унции) для женщин.
Мяч может быть однотонным, многоцветным и светящимся. Мяч может быть изготовлен из синтетического каучука или мягкого прочного материала для покрытия мяча с целью смягчения воздействия мяча на тело игрока. Тип материала, использованный для изготовления мяча или для покрытия мяча резиновым или мягким долговечным покрытием, должен быть одобрен ISTAF, прежде чем он будет использован для любых соревнований.